# Idaea clothula
Idaea clothula là một loài bướm đêm trong họ Geometridae.